# Te Rawhiti Inlet
Das Te Rawhiti Inlet ist ein Gewässer in der Bay of Islands, im Norden der Nordinsel von Neuseeland.

## Geographie
Das Te Rawhiti Inlet befindet sich im südlichen Teil der Bay of Islands, von Westen im Uhrzeigersinn angefangen von den Inseln Motuarohia Island, Motutara Island, Motukiekie Island, Urupukapuka Island, Poroporoa Island, Motukauri Island und den südlichen Küstenstreifen des Festlandes umschlossen.
Das Inlet, das eine ungefähre Fläche von 14 km² umfasst, erstreckt sich von West nach Ost über eine Länge von ca. 6,5 km und kommt auf eine ungefähre Breite von rund 3 km in Nord-Süd-Richtung.